# Victor Basch
Victor Basch, vagy Basch Viktor, születési nevén Langsfeld Viktor (Pest, 1863. augusztus 18. – Franciaország, Neyron, 1944. január 10.) magyar zsidó származású francia filozófus-esztéta, irodalomtörténész, egyetemi tanár. 1926-tól a franciaországi Emberi Jogok Ligájának elnöke. Lányi Ernő zeneszerző testvére.

## Élete
Langsfeld Ernő nagykereskedő és Weisfeller Fanni gyermeke. Nem sokkal születése (és apja halála) után, 1865-ben az anya két gyermekével együtt Basch Raphael újságíróval Párizsba költözött. 1876-ban Weisfeller Fanni (vagy Weisz-Weber) öngyilkos lett. Viktor hivatalosan 1884-ben vette fel nevelőapja Basch nevét.
Victor Basch egyetemi tanulmányait a Sorbonne-on végezte, német nyelvet/irodalmat és filozófiát tanult. 1883-ban (vagy 1885-ben) Budapesten feleségül vette Fürth Ilonát (szül. Pest, 1863–1944) 1885-ben kinevezték egyetemi tanárnak Nancyba, majd 1887-ben Rennes egyetemén a filozófia tanára lett, utóbbi városban közel két évtizedet töltött. Amikor a Dreyfus-ügyet 1899-ben a katonai bíróság Rennes-ben újratárgyalta, egyik vezetője volt a Dreyfust támogató erőknek. A zömmel antiszemita beállítottságú lakosság ellenében is kiállt a törvényesség és a társadalmi igazságosság mellett.
1905 és 1933 között a Sorbonne-on a művészettörténet és az esztétika tanára volt. 1898-ban részt vett a franciaországi Emberi Jogok Ligájának (Ligue des droits de l’homme) megalapításában, melynek 1921-től alelnöki, 1926-tól elnöki tisztét töltötte be. Az 1930-as évek közepén szerepe volt a fasiszta veszély ellen széles összefogást meghirdető Népfront létrejöttében is.
1940-ben, Franciaország északi részének német megszállása után a déli, szabad zónába költözött. A Lyon északi szomszédságában fekvő Saint-Clair negyedben telepedett le. 1944. január 10-én a helyi milicistákból álló különítmény egy Gestapo-tiszt jelenlétében lakásából elhurcolta. Feleségével együtt még aznap este agyonlőtték a Lyontól kb. 10 km-re fekvő Neyronban.
Lyon VII. kerületében teret, számos francia kisvárosban utcát neveztek el róla. Neyronban a gyilkosság helyén emlékművet emeltek; a település főtere és Párizs egyik tere is a házaspár nevét viseli.

## Nevezetes munkái

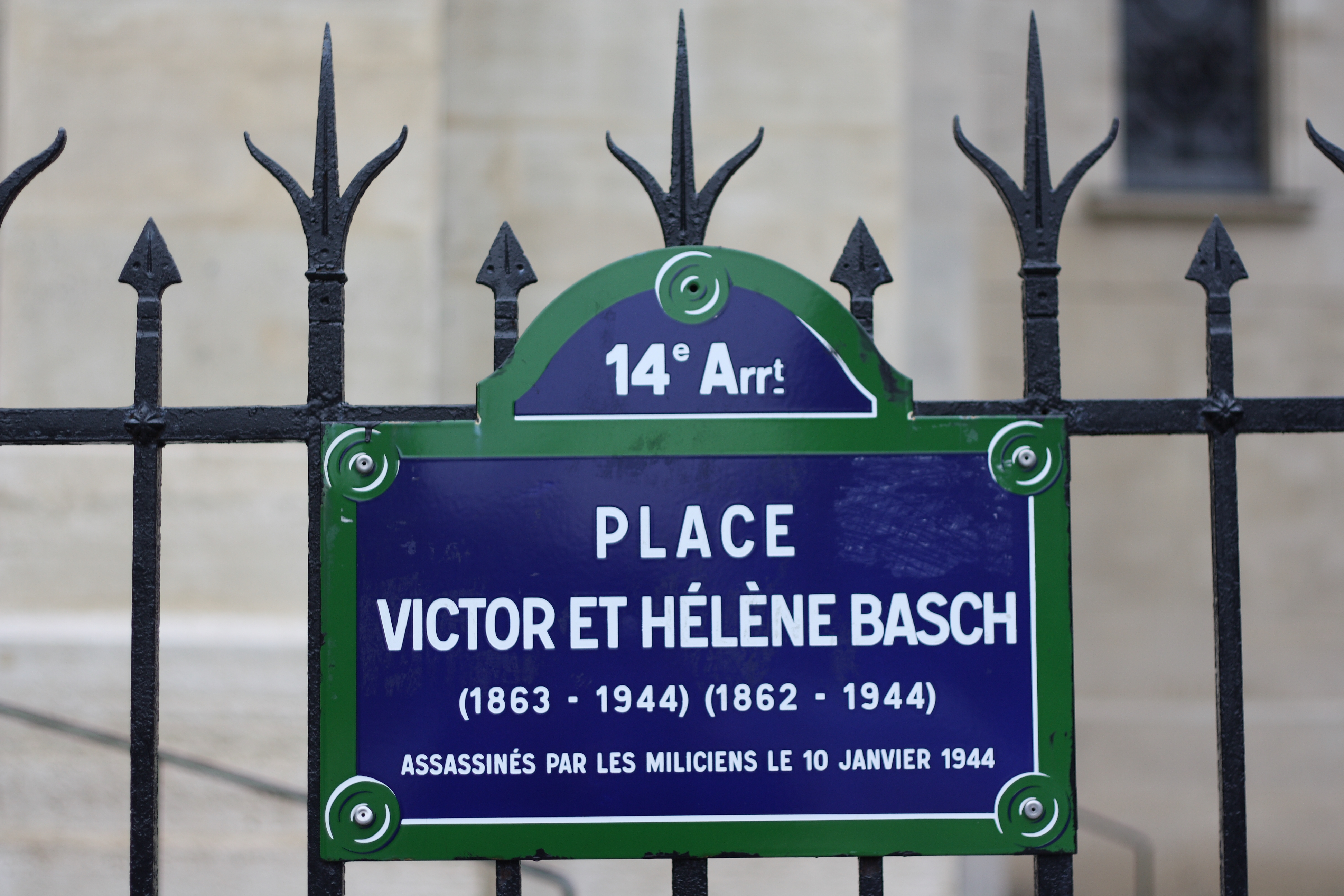
A Victor-et-Hélène-Basch tér táblája Párizsban

- L'Esthétique de Kant (Paris, 1896)
- Poétique de Schiller
- La Vie intellectuelle à l'étranger
- L'Aube: proses de guerre (Paris, 1918)
- Les Origines de l'individualisme moderne
- Le maître-problème de l’esthétique (1921)
- L'individualisme anarchiste, Max Stirner (Paris, 1904)
- Titien (1919)
- Études d'esthétique dramatique
- La vie douloureuse de Schumann (Paris, 1926)
- Les doctrines politiques des philosophies classiques de l'Allemagne, Leibnitz Kant Fichte Hegel (Paris, 1927)
- Essai d'esthétique de Kant (1936).

## Fordítás
- Ez a szócikk részben vagy egészben  a   Victor Basch  című francia Wikipédia-szócikk ezen változatának fordításán alapul.  Az eredeti cikk szerkesztőit annak laptörténete sorolja fel. Ez a jelzés csupán a megfogalmazás eredetét és a szerzői jogokat jelzi, nem szolgál a cikkben szereplő információk forrásmegjelöléseként.